# Piero Carini
Piero Carini (Genova, 1921. március 6. – 1957. május 30.) olasz autóversenyző.

## Pályafutása
Összesen három világbajnoki Formula–1-es versenyen vett részt. Ezek közül egyszer sem ért célba.
Részt vett több, a világbajnokság keretein kívül rendezett Formula–1-es versenyen is.
1957. május 30-án, egy a francia Saint-Étienne-ben rendezett autóversenyen vesztette életét.

## Eredményei

### Teljes Formula–1-es eredménysorozata
(Táblázat értelmezése)

(Félkövér: pole-pozícióból indult; dőlt: leggyorsabb kört futott) 

| Év   | Csapat            | Modell      | Motor       | 1   | 2   | 3   | 4      | 5   | 6      | 7   | 8   | 9      | Helyezés | Pont |
| ---- | ----------------- | ----------- | ----------- | --- | --- | --- | ------ | --- | ------ | --- | --- | ------ | -------- | ---- |
| 1952 | Scuderia Marzotto | Ferrari 166 | Ferrari V12 | SUI | 500 | BEL | FRA Ki | GBR | GER Ki | NED | ITA |        | -        | 0    |
| 1953 | Scuderia Ferrari  | Ferrari 553 | Ferrari V12 | ARG | 500 | NED | BEL    | FRA | GBR    | GER | SUI | ITA Ki | -        | 0    |

### Le Mans-i 24 órás autóverseny
| Év   | Csapat         | Autó                  | Csapattárs      | Helyezés | Kiesés oka |
| ---- | -------------- | --------------------- | --------------- | -------- | ---------- |
| 1953 | SpA Alfa Romeo | Alfa Romeo 6C 3000 CM | Consalvo Sanesi | Kiesett  | Váltóhiba  |

## Külső hivatkozások
- Profilja a grandprix.com honlapon (angolul)
- Profilja a statsf1.com honlapon (angolul)
- Profilja a driverdatabase.com honlapon (angolul)